# SFB M
Der dieselelektrische Triebwagen M wurde von der A/S Faaborg–Svendborg Jernbaneselskab (SFB) für den Betrieb auf der 1916 eröffneten dänischen Privatbahnstrecke Svendborg–Faaborg beschafft.

## SFB M / SFB MD 13
Für den Personenverkehr auf der Strecke zwischen Svendborg und Faaborg beschaffte die Gesellschaft zur Einsparung von lokomotivgeführten Zügen 1932 einen sechsachsigen Triebwagen mit drei Drehgestellen. Lieferant war die dänische Lokomotivfabrik Triangel in Odense, das Fahrzeug hatte die Fabriknummer 1358. Ab 1936 wurde der Triebwagen als SFB MD 13 bezeichnet.

## Technische Ausstattung
Der Wagenkasten des Triebwagens wurde von Scandia A/S in Randers zugeliefert. Die elektrische Ausrüstung kam von Thrige. Während das vordere und hintere Laufdrehgestell antriebslos waren, enthielt das in Wagenmitte liegende Triebdrehgestell die komplette Antriebstechnik des Fahrzeuges.

## DSB MDF 497
Nach dem Bau der Strecke Svendborg–Faaborg wurde die Betriebsführung sofort an Sydfyenske Jernbaner (SFJ) übergeben, dadurch wurden die Fahrzeuge der Gesellschaft durch die SFJ unterhalten und eingesetzt.
Durch die Übernahme der Sydfyenske Jernbaner am 1. April 1949 durch Danske Statsbaner (DSB) wurden die SFB-Fahrzeuge zur Verwendung an die Staatsbahnen übertragen. Allerdings blieb der Triebwagen im Besitz der SFB und wurden nicht Eigentum der Staatsbahnen. Er erhielt die Baureihenbezeichnung MDF und die Betriebsnummer 497.
Er war von 1951 bis 1952 in Odense Syd beheimatet und wurde 1952 an die Odense–Kerteminde–Martofte Jernbane (Kertemindebanen) verkauft, die zwei weitere Fahrzeuge der gleichen Type besaß.

## OKMJ MD 12
Bei Kertemindebanen wurde der Triebwagen als OKMJ MD 12 eingereiht. Er erhielt dort einen Achtzylinder-Dieselmotor von MAN. Auf der Strecke blieb er bis zu seiner Ausmusterung 1966 im Einsatz. Das Untergestell der Wagens wurde 1968 zur Ersatzteilgewinnung an die Vemb–Lemvig–Thyborøn Jernbane (VLTJ) verkauft.